# UFC Fight Night: Gustafsson vs. Teixeira
UFC Fight Night: Gustafsson vs. Teixeira è stato un evento di arti marziali miste tenuto dalla Ultimate Fighting Championship il 28 maggio 2017 al Globen di Stoccolma, in Svezia.

## Risultati
|                                   | Divisione         |                      |                 |                      | Metodo                                      | Round           | Tempo           | Premio          |
| Card Principale                   | Card Principale   | Card Principale      | Card Principale | Card Principale      | Card Principale                             | Card Principale | Card Principale | Card Principale |
| --------------------------------- | ----------------- | -------------------- | --------------- | -------------------- | ------------------------------------------- | --------------- | --------------- | --------------- |
|                                   | Pesi mediomassimi | Alexander Gustafsson | batte           | Glover Teixeira      | KO (pugni)                                  | 5               | 1:07            | FOTN            |
|                                   | Pesi mediomassimi | Volkan Oezdemir      | batte           | Misha Tsirkunov      | KO (pugno)                                  | 1               | 0:28            |                 |
|                                   | Pesi welter       | Peter Sobotta        | batte           | Ben Saunders         | KO tecnico (ginocchiata)                    | 2               | 2:29            |                 |
|                                   | Pesi welter       | Omari Akhmedov       | batte           | Abdul Razak Alhassan | Decisione non unanime (30-27, 28-29, 30-27) | 3               | 5:00            |                 |
|                                   | Pesi welter       | Nordine Taleb        | batte           | Oliver Enkamp        | Decisione unanime (30-27, 30-27, 29-28)     | 3               | 5:00            |                 |
|                                   | Pesi medi         | Jack Hermansson      | batte           | Alex Nicholson       | KO tecnico (pugni)                          | 1               | 2:00            |                 |
| Card Preliminare (Fox Sports 1)   |                   |                      |                 |                      |                                             |                 |                 |                 |
|                                   | Pesi gallo        | Pedro Munhoz         | batte           | Damian Stasiak       | Decisione unanime (30-27, 29-28, 29-28)     | 3               | 5:00            |                 |
|                                   | Pesi medi         | Trevor Smith         | batte           | Chris Camozzi        | Decisione unanime (30-27, 30-26, 30-26)     | 3               | 5:00            |                 |
|                                   | Pesi leggeri      | Joaquim Silva        | batte           | Reza Madadi          | Decisione non unanime (29-28, 28-29, 29-28) | 3               | 5:00            |                 |
|                                   | Pesi welter       | Bojan Veličković     | batte           | Nico Musoke          | KO (pugni)                                  | 3               | 4:37            | POTN            |
| Card Preliminare (UFC Fight Pass) |                   |                      |                 |                      |                                             |                 |                 |                 |
|                                   | Pesi welter       | Darren Till          | batte           | Jessin Ayari         | Decisione unanime (30-27, 30-27, 29-27)     | 3               | 5:00            |                 |
|                                   | Pesi leggeri      | Damir Hadžović       | batte           | Marcin Held          | KO (ginocchiata)                            | 3               | 0:07            | POTN            |

## Premi
I lottatori premiati ricevettero un bonus di 50.000 dollari.
Legenda:
- FOTN: Fight of the Night (vengono premiati entrambi gli atleti per il miglior incontro dell'evento)
- POTN: Performance of the Night (viene premiato il vincitore per la migliore performance dell'evento)